# (19564) Ajburnetti
(19564) Ajburnetti (1999 JP126) – planetoida z pasa głównego asteroid okrążająca Słońce w ciągu 3,53 lat w średniej odległości 2,32 j.a. Odkryta 13 maja 1999 roku.